# Sân bay quốc tế Cheddi Jagan
Sân bay quốc tế Cheddi Jagan (IATA: GEO, ICAO: SYCJ) là một sân bay nằm bên hữu ngạn của sông Demerara, cách thủ đô Guyana là Georgetown 41 km về phía nam.
Ban đầu sân bay có tên Atkinson Aerodrome, được thiết lập năm 1941 và đặt tên theo Eric Atkinson. Năm 1945, sân bay được chuyển sang hoạt động thương mại. Năm 1969, tên được đổi thành Sân bay quốc tế Timehri International. Tháng 3 năm 1997, sau khi tổng thống, tiến sĩ Cheddi Jagan qua đời, phó tổng thống lúc đó là Samuel Hinds đã quyết định đổi tên như ngày nay.

## Airlines and Destinations
- Blue Wing (Paramaribo)
- Caribbean Airlines (Barbados, Port of Spain)
- Constellation Charter Group operated by Primaris Airlines (Fort Lauderdale, New York-JFK, Port of Spain)
- Delta Air Lines (New York-JFK)
- Leeward Islands Air Transport (Barbados, Port of Spain, Paramaribo)
- Meta Linhas Aéreas (Boa Vista, Belém, Paramaribo)
- Myrtle Beach Direct Air operated by Sky King, Inc. (Santiago (DR), Santo Domingo) [charters]
- Skyservices Airlines (Toronto-Pearson) [begins July 1]
- Trans Guyana Airways (Annai, Apoteri, Bemichi, Chi-Chi, Chi-Chi West, Hampton Court, Imbaimadai, Kaieteur, Kamarang, Karanambo, Karasabai, Kato, Kurukabaru, Lethem, Mabaruma, Mahdia, Maikwak, Matthews Ridge, Monkey Mountain, Ogle, Orinduik, Port Kaituma)
- Zoom Airlines (Toronto-Pearson)

## Các hãng hàng hóa
- Amerijet (Santiago (DR), Santo Domingo)